# Oporapa
Oporapa è un comune della Colombia facente parte del dipartimento di Huila.
Il centro abitato venne fondato da José Maria Motta e Francisca Losada nel 1860.